# Aloe shadensis
Aloe shadensis är en grästrädsväxtart som beskrevs av John Jacob Lavranos och Collen. Aloe shadensis ingår i släktet Aloe och familjen grästrädsväxter. Inga underarter finns listade i Catalogue of Life.